# Franz von Defregger

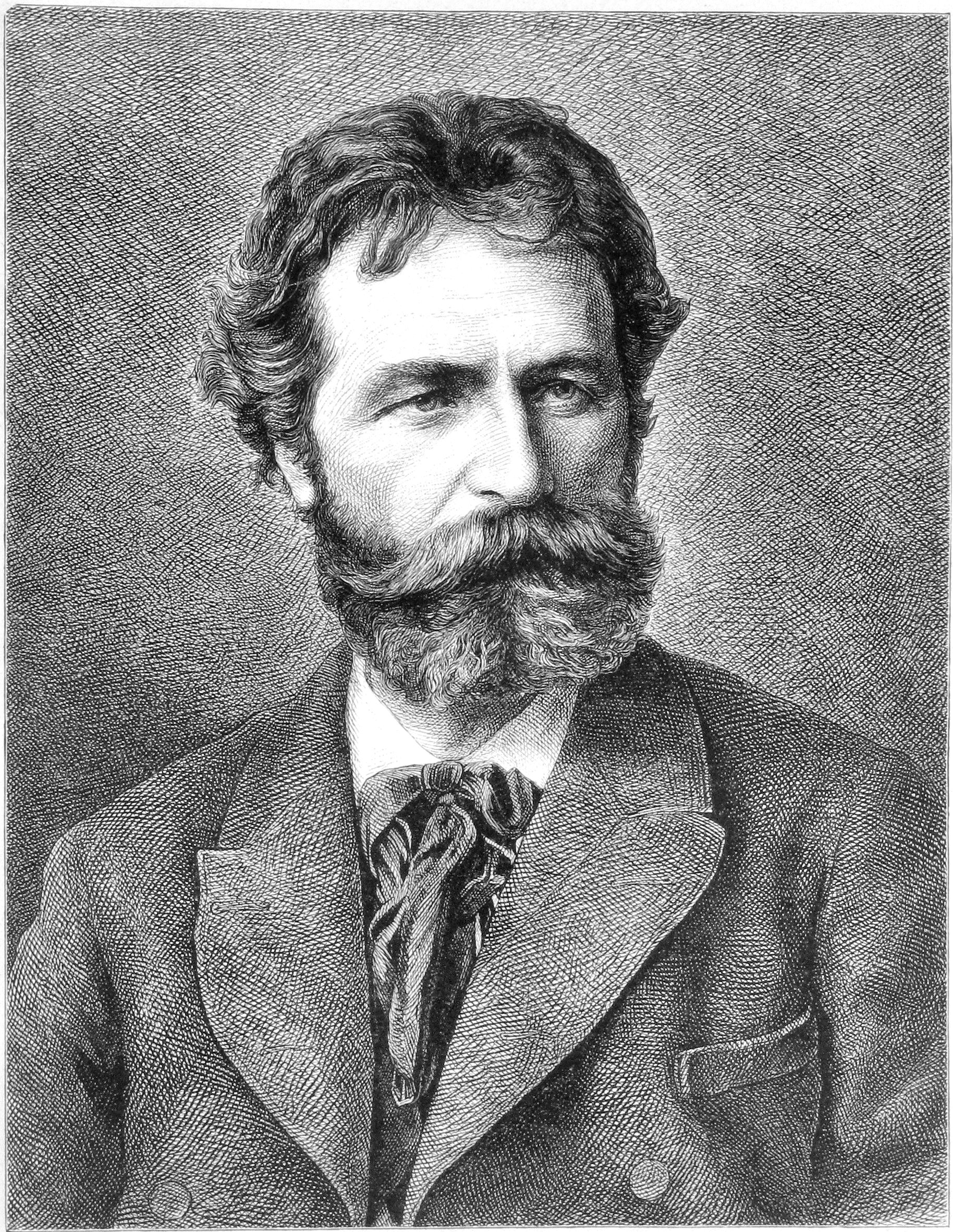
Franz Defregger in 1883.

Franz von Defregger (Ederhof bij Stronach, Oost-Tirol, 30 april 1835 - München, 2 januari 1921) was een Oostenrijks schilder van genre- en geschiedenisstukken.
Defregger werd geboren in een boerengezin. In 1860, na de dood van zijn vader, verkocht Franz de familieboerderij en ging naar Innsbruck, waar hij studeerde bij beeldhouwer Michael Stolz. Hij ging naar München in 1861 om te studeren bij Hermann Dyck en Hermann Anschütz. 
In 1883 werd hij in de adelstand verheven. Zijn leermeester was Karl von Piloty.
- Gemeinsame Normdatei: 118524283
- International Standard Name Identifier: 0000 0001 0990 4231
- KulturNav: 43ac0459-8482-4377-bfea-b0c0688190d4
- Library of Congress Control Number: n83199652
- Nationale Bibliotheek van Letland: 000316013
- Musée national d'archéologie, d'histoire et d'art: lkl008618
- Nationale Bibliotheek van Tsjechië: jo2008479157
- Nationale Bibliotheek van Israël: 987007441079005171
- Nationale Bibliotheek van Polen: a0000003120880
- Nederlandse Thesaurus van Auteursnamen: 104153180
- RKD-Nederlands Instituut voor Kunstgeschiedenis: 21399
- SNAC: w69s2v2j
- Système universitaire de documentation: 06993195X
- Union List of Artist Names: 500032976
- Virtual International Authority File: 77107318
- WorldCat: E39PBJq6VfkRdfWQxQg7j88Bfq